# New Washington (Indiana)
New Washington é uma Região censo-designada localizada no estado americano de Indiana, no Condado de Clark.

## Demografia
Segundo o censo americano de 2000, a sua população era de 547 habitantes.

## Geografia
De acordo com o United States Census Bureau tem uma área de
13,5 km², dos quais 13,5 km² cobertos por terra e 0,0 km² cobertos por água. New Washington localiza-se a aproximadamente 220 m acima do nível do mar.

## Localidades na vizinhança
O diagrama seguinte representa as localidades num raio de 20 km ao redor de New Washington.